# Kanton Antwerpen

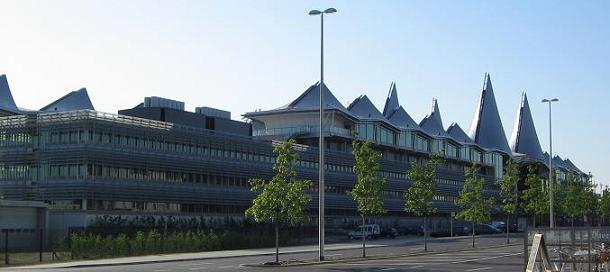
Nieuw Antwerps gerechtsgebouw

Kanton Antwerpen is een kanton in de Belgische provincie Antwerpen en het gelijknamige arrondissement. Het komt qua grondgebied overeen met het provinciedistrict Antwerpen. Het is de bestuurslaag boven die van de desbetreffende gemeenten, tevens is het een gerechtelijk niveau waarbinnen twaalf vredegerechten georganiseerd worden die bevoegd zijn voor de deelnemende gemeenten. Beide types kanton beslaan niet noodzakelijk hetzelfde territorium.

## Gerechtelijke kantons Antwerpen
Antwerpen is verdeeld over elf gerechtelijke kantons in het gerechtelijk arrondissement Antwerpen. Elk kanton heeft een vredegerecht en bestaat uit een deel van de stad Antwerpen, soms aangevuld met enkele randgemeenten.
| kanton              | wijken van het district Antwerpen   | andere districten                                   | andere gemeenten                                   |
| ------------------- | ----------------------------------- | --------------------------------------------------- | -------------------------------------------------- |
| 1e kanton Antwerpen | Atheneum-Stuivenberg en de Haven    |                                                     |                                                    |
| 2e kanton Antwerpen | Meir en Bolivarplaats               |                                                     |                                                    |
| 3e kanton Antwerpen | Kiel                                | Hoboken en Wilrijk (noordwestelijk deel)            |                                                    |
| 4e kanton Antwerpen | ten oosten van het Centraal Station | Borgerhout                                          |                                                    |
| 5e kanton Antwerpen | stadscentrum en Linkeroever         |                                                     | Zwijndrecht                                        |
| 6e kanton Antwerpen | Stadspark en Harmonie               |                                                     |                                                    |
| 7e kanton Antwerpen | Middelheim                          | Wilrijk (grotendeels) en Berchem (deel intra murus) |                                                    |
| kanton Merksem      | Luchtbal                            | Merksem                                             | Schoten en Wijnegem                                |
| kanton Deurne       |                                     | Deurne                                              | Borsbeek                                           |
| kanton Kapellen     |                                     | Berendrecht-Zandvliet-Lillo en Ekeren               | Essen, Kalmthout, Kapellen, Stabroek en Wuustwezel |
| kanton Kontich      |                                     | Berchem (deel extra muros)                          | Mortsel, Kontich, Edegem, Hove, Lint en Boechout   |

### Indeling tot 2017
Antwerpen bestond uit 12 gerechtelijke kantons:
- Antwerpen 1: Gelegen op de Bolivarplaats 20 te Antwerpen en bevoegd voor het gedeelte van het district Antwerpen dat begrensd wordt door de middellijn van de Plantijn en Moretuslei, de Loosplaats, de Van Eycklei, de Maria-Henriëttalei, de Frankrijklei, de Italiëlei, de Vondelstraat, de Sint-Gummarusstraat, de Diepestraat, de Korte-Zavelstraat, de Handelstraat, de Onderwijsstraat, de Pothoekstraat, de Kerkstraat en de Provinciestraat.
- Antwerpen 2: Gelegen op de Bolivarplaats 20 te Antwerpen en bevoegd voor het gedeelte van het district Antwerpen dat begrensd wordt door de middellijn van de Blauwmoezelstraat, de Lijnwaadmarkt, de Korte Nieuwstraat, de Lange Nieuwstraat, Kipdorpbrug, de Frankrijklei, de Mechelsesteenweg, de Aarschotstraat, de Teichmannstraat, de Isabella Brantstraat, de Ballaertstraat, de Pyckestraat, de Oude-Kerkstraat, de Lange Elzenstraat, de Kielsevest, de Hobokensevest, een lijn die het verlengde vormt van de middellijn van de Hobokensevest tussen nrs. 9 en 10 van de Scheldekaaien, de Scheldekaaien, een lijn die het verlengde vormt van de middellijn van de Van der Sweepstraat tussen nrs. 13a en 13b van de Scheldekaaien, de middellijn van de Van der Sweepstraat, de Vlaamse Kaai, de Kronenburgstraat, de Begijnenstraat, de Bredestraat, de Kleine-Markt, de Kammenstraat, de Oude Koornmarkt, de Quinten Matsijsdoorgang en de lijn die de verbinding vormt van de middellijn van de Quinten Matsijsdoorgang tot de middellijn van de Blauwmoezelstraat.
- Antwerpen 3: Gelegen op de Bolivarplaats 20 te Antwerpen en bevoegd voor het gedeelte van het district Antwerpen dat begrensd wordt door een lijn die loopt vanaf de Scheldekaaien tussen nrs. 9 en 10 en het verlengde vormt van de middellijn van de Hobokensevest, en door de middellijn van de Hobokensevest, de Kielsevest, de Desguinlei, de Jan Van Rijswijcklaan, en de scheidingslijn van de voormalige gemeenten Wilrijk en Hoboken van de stad Antwerpen tot de Scheldekaaien.
- Antwerpen 4: Gelegen op de Noorderlaan 117 te Antwerpen en bevoegd voor een deel van het district Antwerpen dat ten noorden ligt van de lijn die loopt vanaf de Scheldekaaien en het verlengde vormt van de middellijn van de Brouwersvliet, de Oude-Leeuwenrui, de Ankerrui, de Zwedenstraat, de Italiëlei, de Vondelstraat, de Sint-Gummarusstraat, de Diepestraat, de Korte-Zavelstraat, de Handelstraat, de Onderwijsstraat en de Schijnpoortweg.
- Antwerpen 5: Gelegen op de Bolivarplaats 20 te Antwerpen en bevoegd voor de gemeente Zwijndrecht en een deel van het district Antwerpen dat begrensd wordt door een lijn die loopt vanaf de Scheldekaaien en die het verlengde vormt van de middellijn van de Brouwersvliet, de middellijn van de Brouwersvliet, de Oude-Leeuwenrui, de Ankerrui, de Zwedenstraat, de Italiëlei, de Kipdorpbrug, de Lange Nieuwstraat, de Korte Nieuwstraat, de Lijnwaadmarkt, de Blauwmoezelstraat, een lijn die de verbinding vormt van de middellijn van de Blauwmoezelstraat tot de middellijn van de Quinten Matsijsdoorgang, de middellijn van de Quinten Matsijsdoorgang, de Oude-Koornmarkt, de Kammenstraat, de Kleine-Markt, de Bredestraat, de Begijnenstraat, de Kronenburgstraat, de Vlaamse kaai, de Van der Sweepstraat, een lijn die het verlengde vormt van de Van der Sweepstraat tussen nrs 13a en 13b van de Scheldekaaien en de nrs 13b tot 25 van de Scheldekaaien en het stadsdeel Linkeroever.
- Antwerpen 6: Gelegen op de Bolivarplaats 20 te Antwerpen en bevoegd voor een deel van het district Antwerpen dat begrensd wordt door de middellijn van de Desguinlei op haar volle lengte en door de middellijn van de Lange Elzenstraat, de Oude Kerkstraat, de Pyckestraat, de Ballaertstraat, de Isabella Brantstraat, de Teichmannstraat, de Aarschotstraat, de Mechelsesteenweg, de Frankrijklei, de Marie-Henriëttalei, de Van Eycklei, de Loosplaats en de Plantijn en Moretuslei.
- Antwerpen 7: Gelegen op de Bolivarplaats 20 te Antwerpen en bevoegd voor het district Wilrijk en een deel van het district Antwerpen dat begrensd wordt in het noordwesten door de middellijn van de Jan Van Rijswijcklaan en verder door de middellijn van de Desguinlei tussen de Jan Van Rijswijcklaan en de grens van het district Berchem.
- Antwerpen 8: Gelegen op de Grote Steenweg 13 te Antwerpen en bevoegd voor de stad Mortsel en het district Berchem. De zetel wordt, vanaf 30 mei 2016, tijdelijk overgebracht naar de zetel van het vredegerecht van Kontich: Mechelsesteenweg 83, 2550 Kontich. (K.B. van 1 mei 2016, B.S. 30.05.2016, blz. 33556)
- Antwerpen 9: Gelegen op de Bolivarplaats 20 te Antwerpen en bevoegd voor het district Borgerhout en voor een deel van het district Antwerpen dat begrensd wordt door de middellijn van de Plantijn en Moretuslei, de Provinciestraat, de Kerkstraat, de Pothoekstraat en de Schijnpoortweg. (adreswijziging 1 sept. 2017, voorheen Turnhoutsebaan 92)
- Antwerpen 10: Gelegen op de Maantjessteenweg 133 te Antwerpen en bevoegd voor het district Merksem en de gemeente Schoten.
- Antwerpen 11: Gelegen op de Noorderlaan 117 te Antwerpen en bevoegd voor de districten Ekeren en Berendrecht-Zandvliet-Lillo en de gemeente Stabroek.
- Antwerpen 12: Gelegen op het Cogelsplein 46 en bevoegd voor het district Deurne.

De vrederechter is bevoegd bij gezinsconflicten, onderhoudsgeschillen, voogdij, voorlopige bewindvoering, mede-eigendommen, appartementseigendom, burenhinder ...
| Gebied           | Europese Unie    | België           | België           | België           | België           | Antwerpen      | Antwerpen      | Antwerpen                   | Antwerpen                   | Antwerpen 1-12                  |                                 |                                 |                                 |
| Sociaal recht    | Hof van Justitie | Hof van Cassatie | Hof van Cassatie | Hof van Cassatie | Hof van Cassatie | Arbeidshof     | Arbeidshof     | Arbeidsrechtbank            | Arbeidsrechtbank            | Arbeidsrechtbank                | Arbeidsrechtbank                | Arbeidsrechtbank                |                                 |
| Handelsrecht     | Hof van Justitie | Hof van Cassatie | Hof van Cassatie | Hof van Cassatie | Hof van Cassatie | Hof van Beroep | Hof van Beroep | Rechtbank van Koophandel    | Rechtbank van Koophandel    | Vredegerecht                    | Vredegerecht                    | Vredegerecht                    |                                 |
| Burgerlijk recht | Hof van Justitie | Hof van Cassatie | Hof van Cassatie | Hof van Cassatie | Hof van Cassatie | Hof van Beroep | Hof van Beroep | Rechtbank van eerste aanleg | Rechtbank van eerste aanleg | Vredegerecht / Politierechtbank | Vredegerecht / Politierechtbank | Vredegerecht / Politierechtbank | Vredegerecht / Politierechtbank |
| Strafrecht       | Hof van Justitie | Hof van Cassatie | Hof van Cassatie | Hof van Cassatie | Hof van Cassatie | Hof van Beroep | Assisenhof     | Rechtbank van eerste aanleg | Rechtbank van eerste aanleg | Vredegerecht / Politierechtbank | Vredegerecht / Politierechtbank | Vredegerecht / Politierechtbank | Vredegerecht / Politierechtbank |

## Militiekanton
De militiekantons Antwerpen A t.e.m. E werden opgericht bij koninklijk besluit van 10 februari 1817. Ze werden opgeheven en samengevoegd tot het militiekanton Antwerpen ingevolge van de wet van 27 april 1820. Ze droegen respectievelijk het provinciaal volgnummer 1 t.e.m. 5.
In 1994, bij de afschaffing van de verplichte militaire dienstplicht, werd het kanton opgeheven.

## Kieskanton Antwerpen

### Structuur
Het kieskanton Antwerpen is identiek aan het provinciedistrict Antwerpen en ligt in het kiesarrondissement Antwerpen en de kieskring Antwerpen. Het beslaat de gemeenten Antwerpen en Zwijndrecht en bestaat uit 364 stembureaus.
| Antwerpen        | Antwerpen        | Supranationaal         | Nationaal                         | Nationaal           | Gemeenschap         | Gewest              | Provincie           | Arrondissement  | Provinciedistrict | Kanton          | Gemeente              | District                                                                                                  |
| ---------------- | ---------------- | ---------------------- | --------------------------------- | ------------------- | ------------------- | ------------------- | ------------------- | --------------- | ----------------- | --------------- | --------------------- | --- |
| Administratief   | Niveau           | Europese Unie          | België                            | België              | Vlaanderen          | Vlaanderen          | Antwerpen           | Antwerpen       | Antwerpen         | Antwerpen       | Antwerpen Zwijndrecht | Antwerpen, Berchem, Berendrecht-Zandvliet-Lillo, Borgerhout, Deurne, Ekeren, Hoboken, Merksem en Wilrijk. |
| Administratief   | Bestuur          | Europese Commissie     | Belgische regering                | Belgische regering  | Vlaamse regering    | Vlaamse regering    | Deputatie           | Deputatie       | Deputatie         | Deputatie       | Gemeentebestuur       | Districtscollege                                                                                          |
| Administratief   | Raad             | Europees Parlement     | Kamer van volksvertegenwoordigers | Vlaams Parlement    | Vlaams Parlement    | Vlaams Parlement    | Provincieraad       | Provincieraad   | Provincieraad     | Provincieraad   | Gemeenteraad          | Districtsraad                                                                                             |
| Kiesomschrijving | Kiesomschrijving | Nederlands Kiescollege | Kieskring Antwerpen               | Kieskring Antwerpen | Kieskring Antwerpen | Kieskring Antwerpen | Kieskring Antwerpen | Antwerpen       | Antwerpen         | Antwerpen       | Antwerpen Zwijndrecht | Antwerpen, Berchem, Berendrecht-Zandvliet-Lillo, Borgerhout, Deurne, Ekeren, Hoboken, Merksem en Wilrijk. |
| Verkiezing       | Verkiezing       | Europese               | Federale                          | Federale            | Vlaamse             | Vlaamse             | Provincieraads-     | Provincieraads- | Provincieraads-   | Provincieraads- | Gemeenteraads-        | Districtsraads-                                                                                           |

### Uitslagen verkiezingProvincieraad

#### Kiesresultaten van 1946 tot 2018
| Partij of kartel    | Partij of kartel    | 1946  | 1946 | 1949   | 1949 | 1950   | 1950 | 1958   | 1958 | 1961   | 1961 | 1965   | 1965 | 1968   | 1968 | 1971   | 1971 | 1974   | 1974 | 1977   | 1977 |
| % Stemmen \| Zetels | % Stemmen \| Zetels | %     | 25   | %      | 22   | %      | 22   | %      | 22   | %      | 22   | %      | 18   | %      | 19   | %      | 19   | %      | 16   | %      | 16   |
| ------------------- | ------------------- | ----- | ---- | ------ | ---- | ------ | ---- | ------ | ---- | ------ | ---- | ------ | ---- | ------ | ---- | ------ | ---- | ------ | ---- | ------ | ---- |
|                     | KPB / KP            | 4,69  | 1    | 5,90   | 1    | 4,30   | 1    | 2,42   | 0    | 3,15   | 1    | 5,44   | 0    | 4,47   | 1    | 4,87   | 1    | 4,47   | 1    | 3,27   | 0    |
|                     | BSP                 | 43,39 | 11   | 34,07  | 8    | 38,56  | 8    | 43,68  | 10   | 43,70  | 10   | 36,57  | 8    | 38,18  | 7    | 36,91  | 7    | 33,67  | 5    | 33,97  | 5    |
|                     | CVP                 | 40,75 | 10   | 36,93  | 8    | 45     | 10   | 38,41  | 9    | 33,52  | 8    | 26,76  | 5    | 21,48  | 4    | 22,57  | 4    | 26,27  | 5    | 30,89  | 5    |
|                     | Lib.Partij1 / PVV2  | 9,761 | 2    | 17,431 | 4    | 11,801 | 3    | 11,541 | 2    | 11,521 | 2    | 16,992 | 3    | 16,292 | 3    | 13,672 | 3    | 13,962 | 2    | 11,412 | 2    |
|                     | Volksunie           | -     |      | -      |      | -      |      | 3,60   | 1    | 6,62   | 1    | 13,74  | 2    | 18,90  | 4    | 20,39  | 4    | 18,60  | 3    | 17,08  | 4    |
|                     | Agalev              | -     |      | -      |      | -      |      | -      |      | -      |      | -      |      | -      |      | -      |      | -      |      | 0,63   | 0    |
|                     | AMADA               | -     |      | -      |      | -      |      | -      |      | -      |      | -      |      | -      |      | -      |      | -      |      | 2,44   | 0    |
|                     | Anderen*            | 1,41  |      | 5,68   | 1    | 0,33   |      | 0,36   |      | 1,48   |      | 0,50   |      | 0,68   |      | 1,59   |      | 3,04   |      | 0,33   |      |
| Opkomst             |                     |       |      |        |      |        |      |        |      |        |      |        |      |        |      |        |      |        |      |        |      |
| Blanco/ongeldig     | Blanco/ongeldig     |       |      |        |      | 4,27   | 4,27 | 4,25   | 4,25 | 4,27   | 4,27 | 6,37   | 6,37 | 6,51   | 6,51 | 7,94   | 7,94 | 7,66   | 7,66 | 5,65   | 5,65 |

(*) 1946: UDB (0,40%), Andere (1,01%) / 1949: (5,68%) / 1950 Andere (0,33%) / 1958: Andere (0,36%) / 1961: NB (0,71%), Zelfstandig (0,69%), Progr. Front (0,08%) / 2018: D-SA (1,1%), Be.One (0,4%), USE (0,1%)
| Partij of kartel    | Partij of kartel                      | 1978   | 1978 | 1981   | 1981 | 1985   | 1985 | 1987   | 1987  | 1991   | 1991  | 1994   | 1994  | 2000   | 2000  | 2006   | 2006  | 2012   | 2012  | 2018  | 2018 |
| % Stemmen \| Zetels | % Stemmen \| Zetels                   | %      | 16   | %      | 16   | %      | 30   | %      | 30    | %      | 30    | %      | 25    | %      | 24    | %      | 24    | %      | 21    | %     | 20   |
| ------------------- | ------------------------------------- | ------ | ---- | ------ | ---- | ------ | ---- | ------ | ----- | ------ | ----- | ------ | ----- | ------ | ----- | ------ | ----- | ------ | ----- | ----- | ---- |
|                     | AMADA1 / PVDA2 / PVDA+3               | 3,611  | 0    | 3,332  | 0    | 3,502  | 1    | 2,672  | 1     | 1,622  | 0     | 2,152  | 0     | 1,742  | 0     | 2,083  | 0     | 8,103  | 2     | 5,52  | 1    |
|                     | BSP1 / SP2 / sp.a-spirit3 / sp.a4     | 31,231 | 6    | 28,242 | 4    | 27,502 | 8    | 27,062 | 9     | 19,752 | 7     | 19,192 | 5     | 17,432 | 4     | 29,613 | 8     | 18,574 | 4     | 8,34  | 2    |
|                     | Agalev1 / Groen!2 / Groen3            | 1,311  | 0    | 6,311  | 1    | 9,801  | 3    | 11,341 | 3     | 11,471 | 3     | 11,721 | 3     | 12,731 | 3     | 7,632  | 2     | 12,202 | 2     | 15,93 | 3    |
|                     | CVP1 / CD&V-N-VA2 / CD&V3             | 30,551 | 5    | 21,021 | 4    | 23,391 | 8    | 20,491 | 7     | 14,821 | 5     | 13,091 | 4     | 11,471 | 3     | 13,302 | 3     | 5,853  | 2     | 10,53 | 2    |
|                     | Volksunie1/ VU&ID2/ N-VA3             | 9,711  | 2    | 13,721 | 3    | 12,661 | 4    | 11,181 | 3     | 6,801  | 2     | 4,621  | 1     | 3,732  | 1     | -      |       | 34,693 | 8     | 36,33 | 8    |
|                     | PVV1 / VLD2 / VLD-Vivant3 / Open Vld4 | 14,391 | 2    | 17,211 | 3    | 14,171 | 4    | 14,261 | 4     | 14,151 | 4     | 12,902 | 3     | 18,212 | 5     | 12,303 | 3     | 7,834  | 1     | 7,94  | 1    |
|                     | Vlaams Blok1 / Vlaams Belang2         | 3,661  | 0    | 4,611  | 1    | 6,591  | 2    | 10,271 | 3     | 29,001 | 9     | 25,451 | 7     | 31,721 | 8     | 33,952 | 8     | 11,612 | 2     | 13,12 | 3    |
|                     | Piratenpartij                         | -      |      | -      |      | -      |      | -      |       | -      |       | -      |       | -      |       | -      |       | 1,10   | 0     | 1,1   | 0    |
|                     | WOW                                   | -      |      | -      |      | -      |      | -      |       | -      |       | 4,08   | 1     | 0,92   | 0     | -      |       | -      |       | -     |      |
|                     | VIVANT                                | -      |      | -      |      | -      |      | -      |       | -      |       | -      |       | 1,79   | 0     | -      |       | -      |       | -     |      |
|                     | PATSY                                 | -      |      | -      |      | -      |      | -      |       | -      |       | 2,84   | 1     | -      |       | -      |       | -      |       | -     |      |
|                     | REGEBO                                | -      |      | -      |      | -      |      | -      |       | 1,19   | 0     | -      |       | -      |       | -      |       | -      |       | -     |      |
|                     | KP1 / KPB2                            | 4,171  | 1    | 2,751  | 0    | 0,962  | 0    | 1,032  | 0     | -      |       | -      |       | -      |       | -      |       | -      |       | -     |      |
|                     | RAD                                   | 0,75   | 0    | 2,48   | 0    | 0,66   | 0    | -      |       | -      |       | -      |       | -      |       | -      |       | -      |       | -     |      |
|                     | Anderen *                             | 0,62   |      | 0,33   |      | 0,75   |      | 1,70   |       | 1,20   |       | 2,91   |       | 0,28   |       | 1,14   |       | -      |       | 1,6   |      |
| Opkomst             | Opkomst                               |        |      |        |      |        |      | 90,74  | 90,74 | 91,64  | 91,64 | 88,14  | 88,14 | 88,26  | 88,26 | 90,06  | 90,06 | 85,59  | 85,59 | 90,7  |      |
| Blanco/ongeldig     | Blanco/ongeldig                       | 7,04   | 7,04 | 6,19   | 6,19 | 6,03   | 6,03 | 5,76   | 5,76  | 4,88   | 4,88  | 4,89   | 4,89  | 3,19   | 3,19  | 4,73   | 4,73  | 3,90   | 3,90  | 4,7   |      |

#### Verkozen kandidaten
Volgende kandidaten werden verkozen voor de Antwerpse provincieraad in het provinciedistrict:
2018
- Inga Verhaert (sp.a)
- Fauzaya Talhaoui (sp.a)
- Katrien Schrijvers (CD&V)
- Ludwig Caluwé (CD&V)
- Willem-Frederik Schiltz (Open Vld)

- Luk Lemmens (N-VA)
- Linda Lauwers (N-VA)
- Kris Geysen (N-VA)
- Marleen Van Hautegem (N-VA)
- Isabelle Vrancken (N-VA)

- Seppe Gys (N-VA)
- Koen Palinckx (N-VA)
- Jan Jambon (N-VA)
- Diederik Vandendriessche (Groen)
- Ilse Van Dienderen (Groen)

- Ingrid Pira (Groen)
- Tom Van Grieken (Vlaams Belang)
- Marijke Dillen (Vlaams Belang)
- Stefan De Winter (Vlaams Belang)
- Rudy Sohier (PVDA)

2012
- Frank Geudens (sp.a)
- Fauzaya Talhaoui (sp.a)
- Monica De Coninck (sp.a)
- Sener Ugurlu (sp.a)
- Koen De Cock (CD&V)

- Patrick Janssen (CD&V)
- Philippe De Backer (Open Vld)
- Filip Dewinter (Vlaams Belang)
- Hilde De Lobel (Vlaams Belang)
- Tom Caals (Groen)

- Mieke Vogels (Groen)
- Luk Lemmens (N-VA)
- Marleen Van Hauteghem (N-VA)
- Jan Jambon (N-VA)
- Luc Bungeneers (N-VA)

- Eric Janssens (N-VA)
- Linda Verlinden (N-VA)
- Ilse Jacques (N-VA)
- Koen Palinckx (N-VA)
- Kris Merckx (PVDA+)
- Zohra Othman (PVDA+)

2006
- Frank Geudens (sp.a-spirit)
- Fauzaya Talhaoui (sp.a-Spirit)
- Catherine Van de Heyning (sp.a-Spirit)
- Maya Detiege (sp.a-Spirit)
- Mimount Bousakla (sp.a-Spirit)
- Mesut Yücel (sp.a-Spirit)

- Tuur Van Wallendael (sp.a-Spirit)
- Monica De Coninck (sp.a-Spirit)
- Marc Wellens (CD&V-N-VA)
- Ann Van Damme (CD&V-N-VA)
- Liesbeth Homans (CD&V-N-VA)
- Marleen Van Ouytsel (VLD-Vivant)

- Annick De Ridder (VLD-Vivant)
- Inge Michielsen (VLD-Vivant)
- Bruno Valkeniers (Vlaams Belang)
- Filip Dewinter (Vlaams Belang)
- Claudine De Schepper (Vlaams Belang)
- Anke Van dermeersch (Vlaams Belang)

- Hugo Coveliers (Vlaams Belang)
- Anneke Luyckx (Vlaams Belang)
- Anneke Vermeiren (Vlaams Belang)
- Guy Eggermont (Vlaams Belang)
- Tom Caals (Groen!)
- Ethel Brits (Groen!)

### Uitslagen VerkiezingVlaams Parlement
In 1999 waren er 329.899 stemgerechtigden, in 2004 335.722 en in 2009 nam dit aantal af tot 332.849. Hiervan brachten respectievelijk 289.051 (1999), 295.268 (2004) en 281.253 (2009) een stem uit.
| Partij                         | 1999    | 2004    | 2009    |
| ------------------------------ | ------- | ------- | ------- |
| SP1 / sp.a-spirit2 / sp.a3     | 14,84%1 | 24,35%2 | 22,10%3 |
| CVP1 / CD&V-N-VA2 / CD&V3      | 12,24%1 | 14,07%2 | 12,01%3 |
| VLD1 / VLD-VIVANT2 / Open Vld3 | 17,05%1 | 15,18%2 | 11,23%3 |
| Agalev / Groen!                | 13,78%  | 8,60%   | 9,84%   |
| Vlaams Blok / Vlaams Belang    | 29,59%  | 34,88%  | 22,95%  |
| PVDA                           | 1,79%   | 1,24%   | 2,54%   |
| N-VA                           | x       | x       | 13,19%  |
| SLP                            | x       | x       | 1,24%   |
| LDD                            | x       | x       | 3,80%   |
| VU-iD21                        | 6,83%   | x       | x       |
| Vivant                         | 2,45%   | x       | x       |
| Andere Partijen                | 1,42%   | 1,67%   | 1,10%   |
| Blanco/ongeldig                | 3,83%   | 3,81%   | 3,94%   |

### Uitslagen VerkiezingFederaal Parlement
In 2003 waren er 336.068 stemgerechtigden, in 2007 334.409 en in 2010 333.246. Hiervan brachten respectievelijk 302.962 (2003), 296.995 (2007) en 287.232 (2010) een stem uit.
| Partij                      | 2003    | 2007     | 2010    |
| --------------------------- | ------- | -------- | ------- |
| sp.a-spirit1 /sp.a2         | 24,88%1 | 23,55%1  | 19,70%2 |
| CD&V1 / CD&V-N-VA 2         | 10,60%1 | 17,20% 2 | 9,35%1  |
| VLD / Open Vld              | 19,41%  | 14,75%   | 9,75%   |
| Agalev / Groen!             | 5,26%   | 8,71%    | 11,09%  |
| Vlaams Blok / Vlaams Belang | 30,46%  | 28,43%   | 18,56%  |
| RESIST / PVDA               | 2,32%   | 2,55%    | 4,13%   |
| N-VA                        | 3,48%   | x        | 25,37%  |
| LDD                         | x       | 4,21%    | 1,72%   |
| Andere Partijen             | 3,58%   | 0,59%    | 0,32%   |
| Blanco/ongeldig             | 2,74%   | 3,32%    | 3,72%   |

### Uitslagen VerkiezingSenaat
In 2003 waren er 336.068 stemgerechtigden, in 2007 334.409 en in 2010 333.246. Hiervan brachten respectievelijk 302.962 (2003), 296.995 (2007) en 287.232 (2010) een stem uit.
| Partij                      | 2003    | 2007    | 2010    |
| --------------------------- | ------- | ------- | ------- |
| sp.a-spirit1 /sp.a2         | 25,64%1 | 22,56%1 | 19,97%2 |
| CD&V1 / CD&V-N-VA 2         | 10,58%1 | 18,10%2 | 8,58%1  |
| VLD / Open Vld              | 19,62%  | 16,01%  | 9,34%   |
| Agalev / Groen!             | 5,10%   | 8,13%   | 10,12%  |
| Vlaams Blok / Vlaams Belang | 29,46%  | 27,96%  | 17,66%  |
| RESIST / PVDA               | 2,18%   | 2,25%   | 3,89%   |
| N-VA                        | 3,67%   | x       | 28,31%  |
| LDD                         | x       | 3,71%   | 1,70%   |
| Andere Partijen             | 3,74%   | 0,95%   | 0,42%   |
| Blanco/ongeldig             | 2,92%   | 3,82%   | 4,35%   |

### Uitslagen verkiezingEuropees Parlement
In 1999 waren er 330.131 stemgerechtigden, in 2004 337.363 stemgerechtigden en in 2009 nam dit aantal af tot 335.113. Hiervan brachten respectievelijk 289.243 (1999), 296.768 (2004) en 294.848 (2009) een stem uit.
| Partij                         | 1999    | 2004    | 2009    |
| ------------------------------ | ------- | ------- | ------- |
| SP1 / sp.a-spirit2 / sp.a3     | 14,92%1 | 23,35%2 | 20,03%3 |
| CVP1 / CD&V-N-VA2 / CD&V3      | 12,42%1 | 15,84%2 | 12,38%3 |
| VLD1 / VLD-VIVANT2 / Open Vld3 | 18,28%1 | 17,47%2 | 16,41%3 |
| Agalev / Groen!                | 14,61%  | 9,74%   | 12,19%  |
| Vlaams Blok / Vlaams Belang    | 26,72%  | 31,93%  | 23,17%  |
| PVDA                           | 1,51%   | 1,32%   | 2,29%   |
| SLP                            | x       | x       | 0,82%   |
| VU-iD21                        | 8,43%   | x       | x       |
| N-VA                           | x       | x       | 8,44%   |
| LDD                            | x       | x       | 3,80%   |
| Vivant                         | 2,5%    | x       | x       |
| Andere Partijen                | 0,61%   | 0,35%   | 0,47%   |
| Blanco/ongeldig                | 3,54%   | 3,29%   | 3,38%   |